# Frühlingsanfang
'Frühlingsanfang' (ce qui signifie « début du printemps ») est un cultivar de rosier obtenu en 1950 par le rosiériste ouest-allemand Wilhelm Kordes. Il s'agit d'un croisement 'Joanna Hill' × Rosa spinosissima var. altaica (Willd.) Rehder. Il est toujours plébiscité par les catalogues.

## Description
Il s'agit d'un rosier grimpant ou rosier arbustif tétraploïde hybride de Rosa spinosissima aux grandes fleurs simples (4-8 pétales) de couleur blanche, s'ouvrant sur de grandes étamines dorées. Elles fleurissent en petits bouquets au printemps et laissent la place à l'automne à des fruits rouges ronds. 
Ce rosier très vigoureux et épineux aux branches souples et arquées peut s'élever de 200 cm jusqu'à 365 cm. Il est très résistant aux maladies du rosier et supporte les hivers froids, sa zone de rusticité étant de 6b à 9b. Il peut aussi être cultivé en haies.
Un cultivar de rhododendron porte le même nom, ainsi qu'une rose de Noël.